# Солунска общинска художествена галерия
Солунската общинска художествена галерия (на гръцки: Δημοτική Πινακοθήκη Θεσσαλονίκης) е музей в град Солун, Гърция.

## История
Галерията е основана в 1966 година като подразделение на Солунската общинска библиотека. От 1986 година е настанена във Вила Мордох на булевард „Василиса Олга“, защитен паметник, дело на архитект Ксенофон Пеонидис от 1905 година, собственост на солунската община. Галерията също така използва Зала Маркидис, край Спортен център Посидонио на морския бряг и Йени джамия като постоянна изложбена площ.
В колекцията си галерията има повече от 1000 творби, разделени на Солунски художници (3 поколения: 1898–1922, 1923–40, 1941–67), Модерна гръцка гравюра, Византийски и поствизантийски икони, която покрива период от шест века, Модерно гръцко изкуство и Скулптура.
Галерията редовно организира, предимно ретроспективни, изложби на гръцки художници, публикува различни трудове, има читалня и предлага обиколки с гид. Представяла е художници като Макс Ернст и Никос Енгонопулос (в 1997 г.), Теофилос Хадзимихаил (в 1998 г.) и, за пръв път в Гърция, творбите на Николаос Гизис, собственост на семейството му (в края на 1999 г.), включващи рисунки и маслени платна от пътуванията на Гизис из Гърция, Мала Азия и Германия, семейни портрети и пейзажи, алегорични платна, жанрови платна и натюрморти.

## Галерия
- Анастасиадис
- Папаспиру
- Пендзикис
- Венетулияс